# 海宁 (职业经理人)
海寧（英語：Helmuth Hennig，1957年11月30日—），丹麥裔香港職業經理人、企業家。

## 生平
海寧1957年11月30日生于香港，1977年在丹麥完成學業，並於1987年前往美國伊利諾伊州大學。在職業生涯之初，海寧作為管理培訓生加入位於德國漢堡的Hapag-Lloyd船運公司。1983年，海寧在香港加入香港捷成集團，擔任海運部助理經理一職，負責公司在歐洲和亞洲地區的貿易業務。隨後，他以助理總經理的身份轉入技術部門，主要負責中國區的銷售業務，期間頻頻往返中國內地工作。1990年，海寧作為企業發展部門總經理進入到捷成集團的管理部門，並於1994出任集團董事。在1997年年初，被任命為集團副董事總經理，後又於2000年晉升為集團董事總經理，負責集團整體業務的運營、戰略和發展。亦擔任香港歷史遺珍攝影基金會主席，並兼任香港外展訓練學校信託會員兼執行委員會委員，以及香港管理專業協會理事及執行委員。2013年4月，擔任吉林大學客座教授。